# Batalla de Saint-Omer
La batalla de Saint-Omer aconteció en 1340 y formó parte de la campaña que el rey Eduardo III de Inglaterra llevó a cabo durante ese verano que comenzó en Flandes en los primeros compases de la guerra de los Cien Años. Esta campaña se inició tras la batalla de Sluys pero resultó ser menos exitosa para los ingleses que las anteriores acciones, ya que la campaña concluyó con pocos cambios para ambos bandos. La batalla de Saint-Omer significó la culminación de la campaña del norte por parte de Eduardo III y representó un empate técnico, aunque supuso una retirada estratégica de las fuerzas angloflamencas.

## La frontera francesa en 1340
Hacia 1340, el condado de Flandes era un territorio reacio al dominio francés que durante siglos había protagonizado continuas revueltas, rebeliones y guerras de independencia. En los últimos años de la década de 1330, Flandes continuaba luchando por su autodeterminación mientras que un sangriento golpe de Estado terminaba con el dominio del rey francés Luis I de Flandes en Flandes y colocaba en el gobierno al dictador Jacob van Artevelde. Eduardo III, en su búsqueda de alianzas para su guerra contra Francia, se alió con Artevelde prometiéndole que le apoyaría en el nacimiento de su nuevo gobierno y que proporcionaría la tan preciada lana que era necesaria para que la economía de Flandes pudiera seguir financiando sus operaciones. Al mismo tiempo se aseguraba de que Flandes actuara como punto estratégico para invadir Francia.
Artevelde aceptó aunque no estaba en absoluto dispuesto a destinar todos los recursos de que disponía para esta guerra. Además, tampoco poseía el control total de las ciudades-estado mercantiles que habían surgido por toda esta región semindependiente. De este modo, cuando Eduardo requirió que 150.000 soldados flamencos le estuvieran esperando a su llegada en 1340 descubrió con asombro que apenas se había reunido un número muy inferior a los efectivos que había pedido. Previamente, durante la travesía marítima que le llevó de Inglaterra a Flandes, Eduardo había ganado la batalla de Sluys lo que le animó a pensar que esta supremacía también se vería en tierra firme. Eduardo ordenó a Roberto III de Artois, un antiguo aspirante al condado de Artois, que tomara 1.000 soldados ingleses y 10 000 flamencos para que llevara a cabo unas pequeñas incursiones a caballo por la región con el objetivo de provocar una reacción en las filas francesas y, si era posible, capturar un importante enclave fortificado como Saint-Omer. Mientras esto ocurría, Eduardo se quedaría en Flandes e intentaría reunir una segunda fuerza militar que usaría para marchar sobre la fortaleza fronteriza de Tournai y asediarla.
Los franceses, por su parte, estaban al tanto de los movimientos del rey inglés y de sus objetivos, por lo que de inmediato comenzaron su propia campaña de reclutamiento de tropas y fortificación de posiciones en la región. Al mismo tiempo, se hicieron levas por la región del norte de Francia para reunir un ejército que estuviera listo en el menor tiempo posible para entablar combate con las fuerzas angloflamencas. Hacia el mes de julio, el rey Felipe VI de Francia había reunido 25.000 soldados en la región. Muchos de ellos estaban apostados en posiciones defensivas fortificadas entre las que se encontraban Saint-Omer y Tournai.

## La campaña deRoberto de Artois

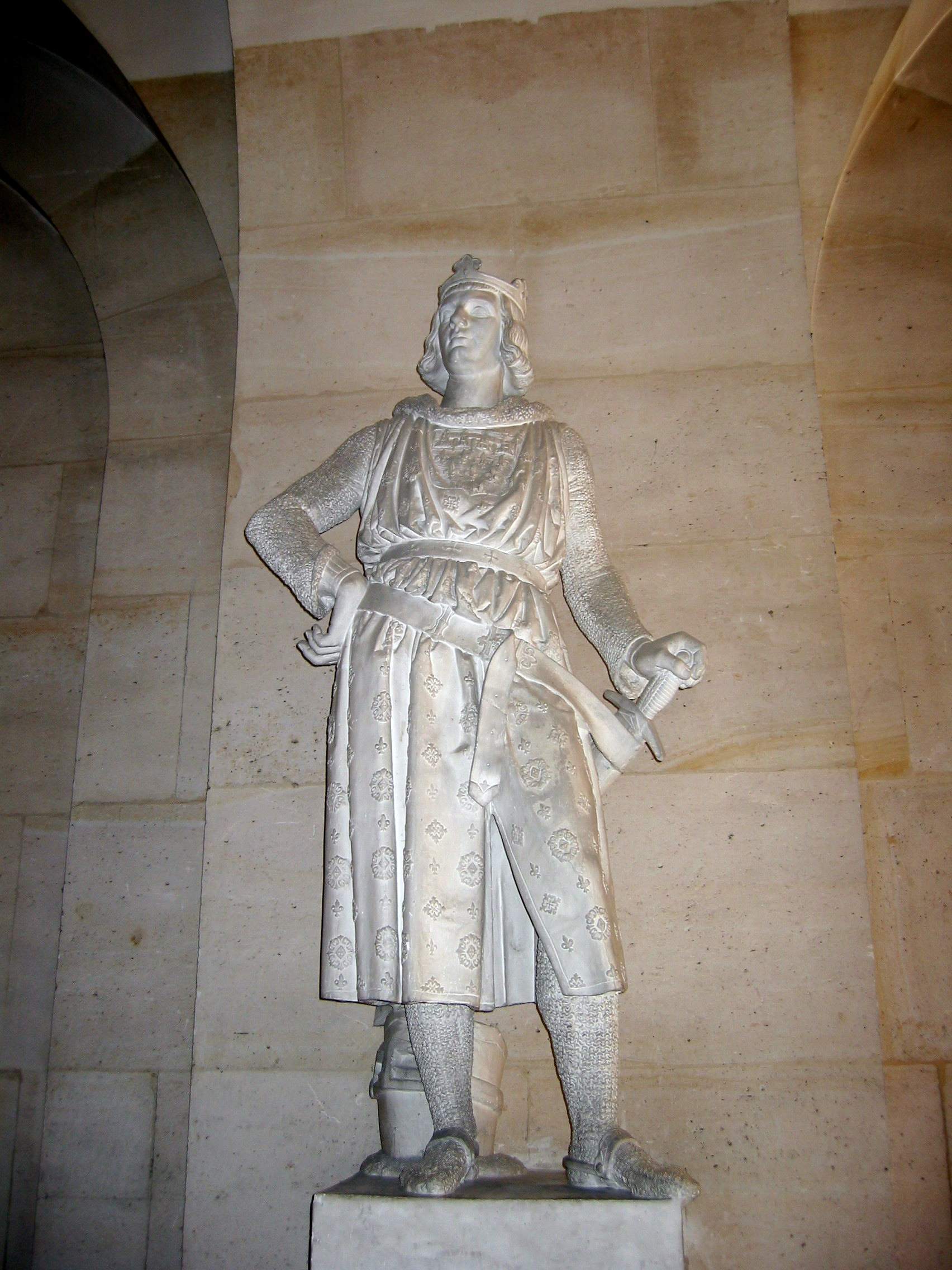
Roberto III de Artois

Los generales franceses consideraron a Saint-Omer como un punto estratégico importante ya que Roberto III de Artois no ocultó su ambición de capturarla, con lo que inició una campaña de destrucción dirigida a tomar la ciudad francesa. Durante esta campaña, Felipe envió 1.000 soldados a Saint-Omer comandados por Eudes IV, conde de Borgoña y, una semana después, envió un número considerable de tropas bajo el mando de Juan I, conde de Armagnac. Ambos generales pusieron la ciudad en pie de guerra, evacuaron a la población no militar, demolieron los arrabales y fortificaron las murallas. Al contrario de lo que creía y esperaba Roberto, en la ciudad no había partidarios flamencos, con lo que el simple plan de marchar hasta las puertas y esperar que estas se abrieran para permitirle entrar y, por consiguiente, tomar la población era bastante ingenuo. Sin embargo, Roberto continuó cercando la ciudad y el 25 de julio arrasó la población vecina de Arques hasta los cimientos y sus tropas tomaron posiciones al este de Saint-Omer antes de atacar.
El pesado ejército de Felipe progresaba lentamente, en la retaguardia de Roberto, hacia su posición por lo que resultaba obvio para los generales angloflamencos que no había tiempo para un asedio y que en cuestión de días sus tropas serían masacradas entre el ejército francés y la guarnición de Saint-Omer. Con el temor de que podía ser obligado a retirarse, Roberto condujo a sus tropas frente la ciudad para presentar batalla. Su ejército estaba dispuesto de tal forma que sus mejores soldados, los arqueros ingleses y los hombres de Brujas y de Ypres, quedaran en el centro protegidos por el flanco izquierdo, formado por soldados de Ypres, Fernes y Mons, y por el derecho, de tropas reclutadas en Brujas. La retaguardia de este ejército estaba compuesta por un amplio número de tropas aliadas flamencas y el campamento. 

## La batalla
Los condes de Borgoña y Armagnac ya estaban avisados del avance del ejército de Felipe y decidieron esperarlo sin presentar batalla. Sin embargo, esta estrategia fracasó cuando varios caballeros francos, ansiosos por entablar combate, desobedecieron las órdenes de sus generales y cargaron sobre el flanco izquierdo del ejército angloflamenco. Este ataque fue fácilmente repelido desde las barricadas flamencas no obstante, durante la retirada, la infantería de Ypres siguió a los caballeros franceses para continuar hostigándolos, con lo que se situaron en campo abierto, justo enfrente de la ciudad. Las tropas francesas detuvieron su retirada y cargaron nuevamente, comenzando de este modo una escaramuza que duró toda la tarde. Los condes de Borgoña y Armagnac, quienes observaban cómo discurría el combate desde las murallas de Saint-Omer, vieron una oportunidad provechosa en la brecha que la línea flamenca había dejado al haber salido persiguiendo a los caballeros francos; cada uno cabalgó con 400 de los mejores jinetes para atacar los flancos del ejército aliado.
Juan I atacó el ya debilitado flanco izquierdo y pronto se abrió paso entre las levas. Rápidamente, las tropas de Juan irrumpieron en el campamento aliado y masacraron a la desorganizada reserva que aún quedaba y que fue puesta en fuga mientras saqueaban el asentamiento. El brutal pillaje en la retaguardia del ejército aliado fue tan destructivo como inútil, ya que podrían haberse empleado en reorganizarse y caer sobre la retaguardia del flanco izquierdo, con lo que hubieran aniquilado al ejército de Roberto. Mientras ocurría esto, las tropas inglesas y las que provenían de la ciudad de Brujas (que ocupaban el centro y la parte derecha del ejército) tuvieron más suerte, ya que plantaron cara al ataque de Eudes con una lluvia de flechas.
Sin darse cuenta de la carnicería que tenía lugar tras ellos, el ejército de Roberto rodeó a la caballería de Eudes y la aplastó por superioridad numérica, forzándola a retirarse a la ciudad y afrontar una cruenta lucha en las calles de los arrabales del norte de Saint-Omer. Una fiera oposición de ciudadanos y arqueros franceses fue lo que evitó que los hombres de Roberto penetraran en la ciudad, aunque aún pasó algún tiempo hasta que las puertas pudieron ser finalmente cerradas tras las últimas unidades de las tropas de Eudes. Ni en la ciudad ni entre las tropas de Roberto se sabía que a dos kilómetros los franceses controlaban el campo de batalla. Con la caída de la noche, Roberto y Juan regresaron a sus posiciones por la misma ruta, con lo que se sucedieron las escaramuzas aunque de escasa importancia.

## Consecuencias

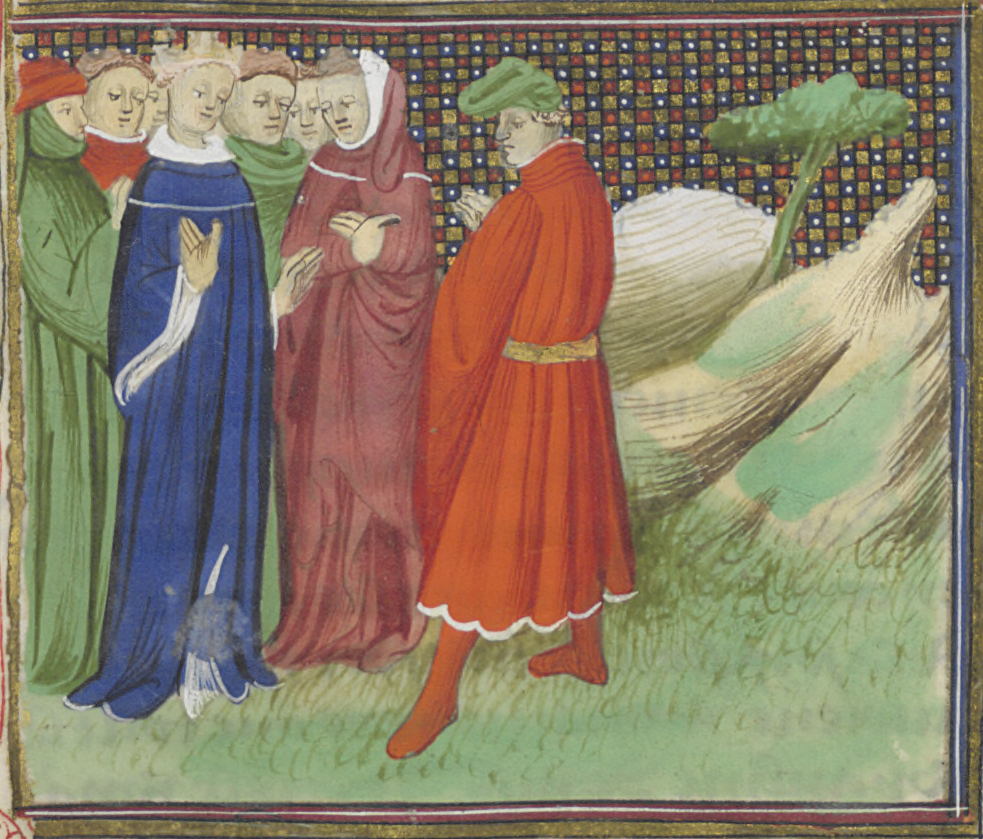
Roberto y el rey inglés.

Al día siguiente, Roberto pudo contemplar los efectos del desastre que había ocurrido con sus tropas de reserva. El conde de Artois sabía que no había otra opción que retirarse, sin haber capturado la ciudad ni haber derrotado a los franceses en el campo de batalla, antes de que el numeroso ejército del rey Felipe cortara su vía de escape a Flandes. Dejando atrás todo aquello que le impidiera la huida, Roberto regresó al ejército del rey inglés con las mejores unidades y asegurando haber conseguido una victoria parcial. 8.000 soldados flamencos murieron en el campo de batalla, un número muchísimo más elevado que el de las bajas francesas. Este número tan elevado de bajas flamencas se debió a la huida de las inexpertas tropas de reserva de la retaguardia.
La batalla tuvo pocas consecuencias a largo plazo ya que las fuerzas de ambos bandos seguían en combate y la situación estratégica apenas había sufrido cambios. Sin embargo, sí que hubo tres consecuencias a corto plazo. En primer lugar, la moral entre las tropas flamencas del ejército de Eduardo bajó; esta facción finalmente acabó desgajándose arguyendo problemas en el cobro de salarios y desconfianza en sus generales. En segundo lugar, el sur de Flandes se encontraba indefenso, ya que la mayoría de soldados destinados a esta tarea yacían muertos a las afueras de Saint-Omer por lo que no habría oposición cuando la caballería francesa decidiera irrumpir en la región y causar estragos en la retaguardia angfloflamenca, con lo que las tropas de Eduardo podrían sufrir problemas de moral y de suministro. Por último, las ciudades que habían sufrido más las repercusiones de la batalla, como Ypres, Brujas y algunas localidades del burgo de Gante, abrieron conversaciones de paz con Felipe minando el apoyo inglés a las grandes ciudades flamencas, los suministros o el reclumatiemto. Eduardo no se inmutó por nada de esto y continuó con su deseo de invadir el norte de Francia. Poco después, el rey inglés abandonaba su posición en Gante y marchaba al infructuoso asedio de Tournai.